# Ryo Takeuchi
Ryo Takeuchi (竹内 涼 Takeuchi Ryo?, Shizuoka, 8 de marzo de 1991) es un futbolista japonés que juega como centrocampista en el Fagiano Okayama de la J1 League.

## Trayectoria

### Clubes
| Club                         | País  | Año       |
| ---------------------------- | ----- | --------- |
| Shimizu S-Pulse              | Japón | 2009-2023 |
| Giravanz Kitakyushu (cedido) | Japón | 2012      |
| Fagiano Okayama              | Japón | 2024-     |